# ファースト・エイド・キット
ファースト・エイド・キット（First Aid Kit）は、スウェーデン出身の女性フォークシンガー2人組である。姉のジョアンナ・ソダーバーグと、妹のクララ・ソダーバーグの姉妹により、結成された。

## バイオグラフィー
2007年に、スウェーデンはストックホルム郊外のエーンシェデにて、姉のジョアンナ（1990年10月31日生まれ）と妹のクララ（1993年1月8日生まれ）により結成される。彼女達の父親、ベント・ソダーバーグはスウェーデンで人気だったロックバンド、ロリータ・ポップなるバンドの中心人物だったが、ジョアンナの誕生後は、バンドを脱退し、歴史と宗教の教師に転じた。また彼女達の母親は、映画撮影技術の資格を有する人物だという。
2人は子供時代、マイクに合わせて縄跳びをするという、一風変わったコンサートに参加したりしており、クララは6歳の時に、"Femton mil i min Barbiebil"なる曲を最初に書いて、披露したという。またクララは、地元の音楽専門学校に入学しようとしたこともあるが、諸事情により、入学はしていない。
2005年、クララが12歳を迎え、ジョアンナはクララに、アメリカ出身のカントリーロックバンド、ブライト・アイズを紹介すると共に、そこから2人は、音楽への道へと進んでゆくようになる。ボブ・ディランやジョニー・キャッシュ、レナード・コーエン、エミルー・ハリスといった、アメリカの大物カントリー歌手に影響を受けると共に、曲などをカヴァーしてはクリスマスのパーティーなどで披露していたという。
2007年4月に、MySpaceに自身のアカウントを開設。自作曲数曲をアップロードすると、同年夏にその内の1曲が最優秀ソングに選ばれると共に、現地のレコード会社より、ストックホルム市内のパンクト・メディス図書館にて初のライヴパフォーマンスを披露する。これがファースト・エイド・キットとして、最初のライヴとなったと、姉妹2人は語っている。翌年には、スウェーデンのレコード会社、ラビッド・レコーズと契約を交わし、初のEP盤を発表。これと前後して、本格的なライヴ活動を開始。2008年末には、イギリスのインディーロック系レーベル、ウィチタ・レコーズとも契約する。
2010年に初のアルバムとなる『The Big Black and The Blue』を発表。この年の10月11日にテネシー州ナッシュビルにて開催されたカントリーフェスに出演。このパフォーマンスを見た、ホワイト・ストライプスのシンガー、ジャック・ホワイトに絶賛されると共に、バッフィー・セント・マリーの"Universal Soldiers"とメル・ロンドンとタンパ・レッドの"It Hurts Me Too"をレコーディング。ジャック・ホワイト所有のサード・マン・レコーズから発表する。
2012年には2作目となる『The Lion's Roar』を発表。翌2013年には、彼女達の憧れの存在、ブライト・アイズのシンガー、コナー・オバーストと共にヨーロッパツアーを敢行。2014年には3作目となる『Stay Gold』を発表。ビルボード誌のアルバムチャートTOP200の23位にチャートインし、一躍全世界でその名を知られるようになると共に、同年6月に、日本でも『Stay Gold』でデビューを果たす。またフジロックフェスティバル1日目のホワイトステージにも出演している。
2018年1月には、4作目となる『Ruins』を発表。ビルボード誌のアルバムチャートTOP200の47位にランクインしている（日本では未発売）。